# Chilesaurus
Chilesaurus è un genere estinto di dinosauro teropode erbivoro, vissuto nel Giurassico superiore circa 145 milioni di anni fa, nel Titoniano, in quello che è oggi il Cile. L'unica specie ascritta a questo genere è C. diegosuarezi.

## Descrizione

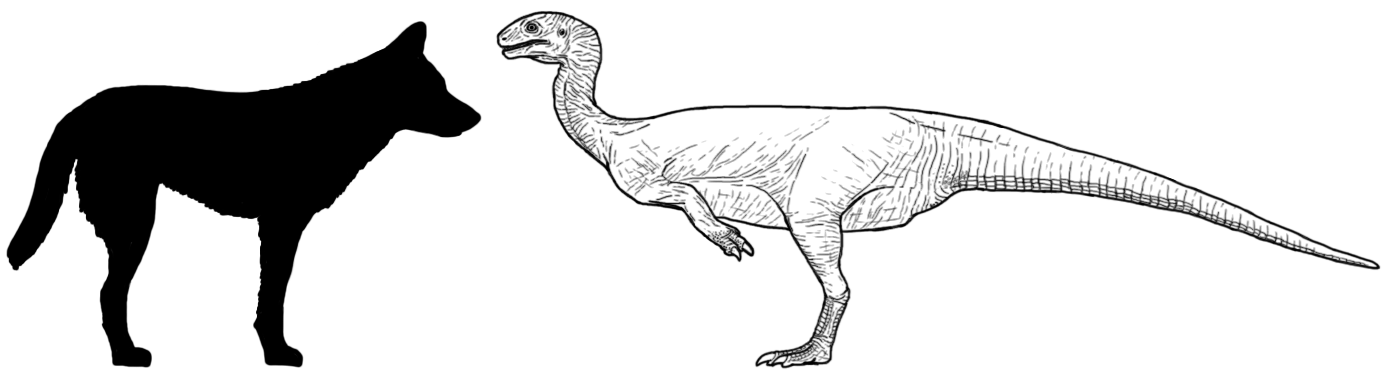
Dimensioni e ricostruzione di Chilesaurus, basate sull'olotipo, in confronto ad un cane.

Un Chilesaurus adulto raggiungeva una lunghezza di circa 3,2 metri (10,5 ft) dalla punta del muso alla coda, per un'altezza di circa un metro. L'olotipo è rappresentato a un esemplare subadulto che è circa la metà di un adulto.
Nonostante il Chilesaurus sia classificato come un teropode (sottordine di dinosauri mangiatori di carne) possedeva caratteristiche insolite: la sua dentatura, innanzitutto, consisteva in denti allungati e forma di scalpello, obliquamente puntati in avanti. Questa dentatura, mai ritrovata nei teropodi, è invece tipica di un dinosauro erbivoro indicando che il Chilesaurus era un mangiatore di piante, al contrario degli altri teropodi (ad eccezione dei therizinosauridi, che tuttavia non sono imparentati con Chilesaurus). Un altro bizzarro adattamento ad una dieta erbivora, è dimostrata dall'osso pubico puntato all'indietro, lasciando lo spazio necessario per un grande intestino, tipico soprattutto dei dinosauri Ornithischi, ai quali Chilesaurus fu inizialmente accostato. Gli arti posteriori del Chilesaurus non erano adatti alla corsa e presentavano un piede largo ammortizzato da cuscinetti. Le braccia, dotate di sole due dita, erano invece molto robuste e dotate di grandi artigli, che il Chilesaurus probabilmente usava per difendersi o per afferrare le piante di cui si cibava, proprio come i primitivi sauropodomorpha. Per il resto il corpo del Chilesaurus era identico a quello di un qualsiasi altro teropode, con una lunga coda per bilanciare il corpo, un andamento orizzontale e un lungo collo con curvatura a S.

## Storia della scoperta

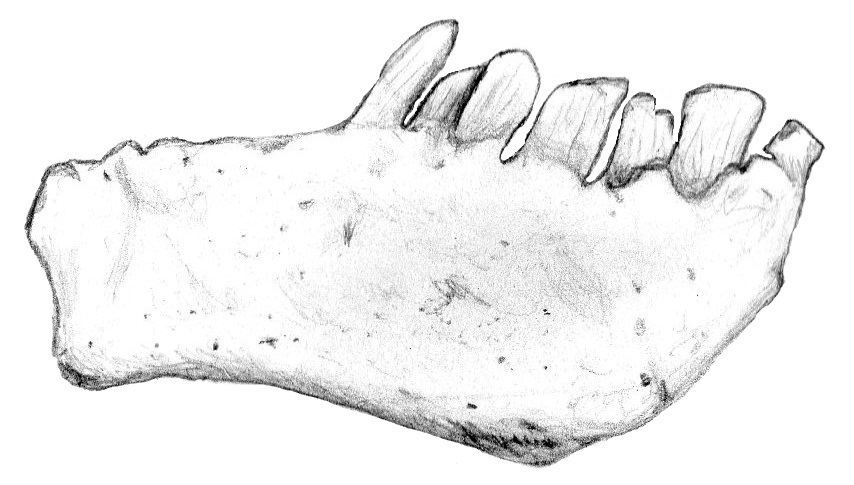
Illustrazione grafica della mascella di Chilesaurus.

I primi fossili di Chilesaurus, composti da vertebra e una costola, furono accidentalmente scoperti il 4 febbraio 2004, da un bambino di sette anni, Diego Suárez che, insieme ai suoi genitori, i geologi Manuel Suárez e Rita de la Cruz, era alla ricerca di pietre decorative, nella Regione di Aysén. In seguito a questa inaspettata scoperta, furono scoperti nuovi campioni fossili che nel 2008 furono riassegnate ad altre specie di dinosauro. Solo in seguito, i paleontologi si accorsero che tutti questi fossili appartenevano ad una singola specie, dalle bizzarre caratteristiche.
Nel 2015, la specie fu nominata ufficialmente come Chilesaurus diegosuarezi da Fernando Emilio Novas, Leonardo Salgado, Manuel Suárez, Federico Lisandro Agnolin, Martín Dário Ezcurra, Nicolás Chimento, Rita de la Cruz, Marcelo Pablo Isasi, Alexander Omar Vargas e David Rubilar- Rogers. Il nome generico unisce le parole Cile e il termine saurus/lucertola, e significa semplicemente "lucertola del Cile". Il nome specifico invece onora il piccolo Diego Suárez, il primo scopritore del fossile.

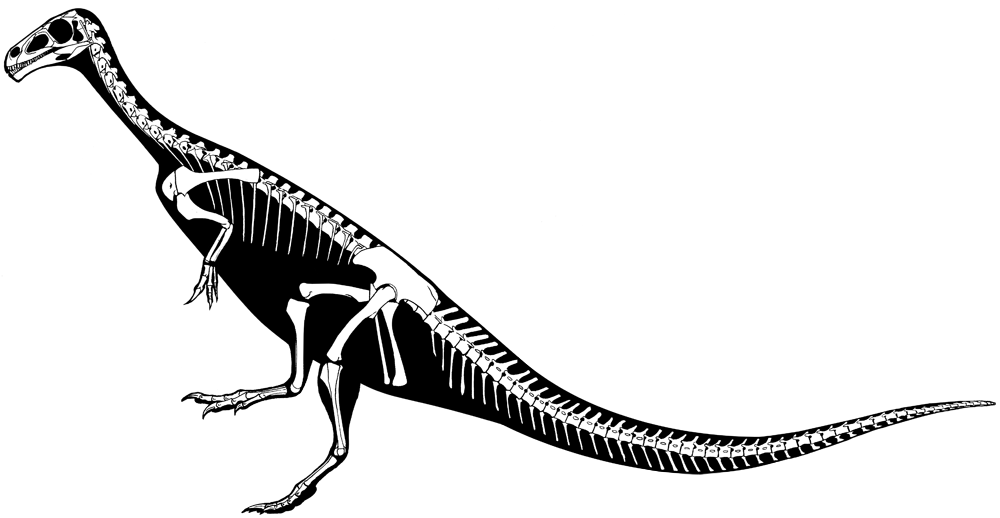
Ricostruzione dello scheletro di Chilesaurus diegosuarezi

L'olotipo, SNGM-1935, è stato ritrovato in uno strato della Formazione Toqui, risalente alla fine del Titoniano. L'olotipo è costituito da scheletro articolato piuttosto completo, provvisto di cranio, di un individuo giovanile di cui però mancano i piedi e la maggior parte della coda. In seguito, sono stati scoperti altri quattro scheletri parziali (i campioni SNGM-1937, SNGM-1936, SNGM-1938, SNGM-1888) e diverse ossa singole (i campioni SNGM-1889, SNGM-1895, SNGM-1901, SNGM-1894, SNGM-1898, SNGM- il 1900 e il SNGM-1903), che rappresentano i paratipi. Tuttavia, fanno parte di scheletri misti di individui giovani e adulti individui.

## Classificazione
Il Chilesaurus è stato classificato come appartenente al clade dei tetanurae, in una posizione piuttosto basale. I suoi tratti così inusuali hanno reso la sua classificazione molto difficile: in un primo momento era stato accostato agli ornitischi, ma in seguito questa classificazione fu smentita. Questo animale infatti si mostrava come uno strano mix di tratti normalmente presenti nei coelurosauria, nei basali sauropodomorpha e negli ornitischi, pur non appartenendo a nessuno di questi gruppi.